# Patagomaia chainko
Patagomaia chainko — викопний вид базальних ссавців, що існував у пізній крейді. Описаний у 2024 році.

## Скам'янілості
Викопні рештки ссавця виявлені у пізньокрейдових відкладеннях формації Чоррільо у Патагонії на півдні Аргентини. Відомий з дистального кінця лівої ліктьової кістки, двох фрагментів преацетабулярного крила лівої клубової кістки, вертлюжної ділянки лівої півтазової кістки, фрагмента сідничної лопатки, проксимального кінця правої стегнової кістки; дистальний кінець лівої стегнової кістки, проксимальний кінець лівої великогомілкової кістки та інші невизначені фрагменти кістки.

## Назва
Родова назва Patagomaia сформована із двох слів — «Patago» і «maia», і з грецької мови перекладається як «патагонська мати». Перша частина назви вказує на регіон, де виявлено рештки, а друга частина використовується у декількох родових назвах мезозойських ссавців.
Назва виду chainko походить з мови аонікенк: chaink — «великий» і ko — «кістка».

## Еволюційне значення
За оцінками, Patagomaia досягала маси тіла 14 кг, що значно перевищує масу тіла у 5 кг лавразійських звірів. Це відкриття демонструє, що терійські ссавці Гондвани набули великих розмірів тіла до пізньої крейди, передуючи своїм лавразійським родичам, які залишалися малими до початку кайнозою. Patagomaia підтримує точку зору, що Південна півкуля була колискою для еволюції сучасних клад ссавців, поряд із нетеріальними вимерлими групами, такими як меридіолестіди, гондванатерії та монотреми.